# Метровелосипед
Метровелосипед (пол. Metrorower) — круглогодичная общественная система проката велосипедов в Верхнесилезско-Заглембовской метрополии (пол. Górnośląsko-Zagłębiowska Metropolia, GZM) на юге Польши. Система была запущена 25 февраля 2024 года, оператором является компания Nextbike GZM. В её состав входят 924 станции и 7 тысяч велосипедов (по состоянию на 1 августа 2024 года).

## История

### Предшествующие системы
1 июля 2017 года с образованием Верхнесилезско-Заглембовской метрополии (GZM) на её территории уже действовали три отдельных системы городского велопроката: Гливицкий городской велосипед, «City by bike» в Катовице и Тыхий велосипед. В городе Сосновец также была заключена договорённость о запуске собственной сети велопроката. В 2018 году появились новые системы проката: «KajTeroz» в Хожуве, Семяновицкий городской велосипед, Сосновецкий городской велосипед, Свентохловицкий городской велосипед и Забжанский городской велосипед.
Хотя оператором всех этих систем выступала компания Nextbike, правила отдельных городских программ запрещали возвращать взятый в аренду велосипед за пределами города, где он был арендован. Столкнувшись с этой проблемой, метрополия GZM в 2019 году заключила с Nextbike соглашение об интеграции существующих систем проката под единым управлением. Соглашение охватывало только стандартные (нескладные) велосипеды и предусматривало, что затраты на перегоны велосипедов между городами возьмёт на себя сама метрополия. В интеграцию вошли системы проката в Хожуве, Гливице, Катовице, Тыхы, Семяновицах-Śląskich, Сосновце и Забже.
В 2020 году на территории GZM появился второй оператор городских велосипедов — компания Roovee, которая сначала взяла на себя обслуживание велопроката в Забже (в 2020 году), затем в 2021 году — в Гливице, а также запустила в 2021 году систему проката в Челядзи. Соглашение об интеграции не распространялось на системы под управлением Roovee. В 2022 году город Хожув модернизировал свой парк велосипедов, сделав их несовместимыми с велосипедами соседних городов; таким образом, соглашение об интеграции прекратило действие.

### Концепция
Параллельно с попытками интеграции уже существующих систем, метрополия GZM работала над созданием собственной единой сети велопроката. 25 марта 2019 года был объявлен тендер на разработку концепции «электрического метрополийного велосипеда» (пол. Elektryczny Rower Metropolitalny). Этот тендер не завершился подписанием договора, поэтому 17 декабря 2019 года метрополия объявила повторный тендер на разработку концепции «Рoweru Metropolitalnego» (метрополийного велосипеда). В результате в июле 2020 года был заключён контракт с компанией DS Consulting на подготовку такой концепции. Разработанная концепция была опубликована в январе 2021 года в бюллетене публичной информации GZM.

### Тендер и запуск
28 мая 2021 года GZM объявила конкурс в форме конкурентного диалога на «создание, управление и эксплуатацию системы метрополийного велосипеда на территории GZM». Заявки на участие подали две компании: CityBike Global и Nextbike GZM; 6 апреля 2022 года с ними начался этап переговоров.
7 марта 2023 года завершился приём предложений по второму этапу конкурса. Единственное предложение (на сумму 331 млн зл. с НДС) подала Nextbike GZM; 28 августа 2023 года эта заявка была выбрана победителем, а 25 октября был подписан договор с Nextbike GZM. Контракт заключён сроком на 59 месяцев и предусматривал поэтапное внедрение системы (в три фазы). В ходе тендера участники подали пять апелляций в Государственную апелляционную палату (пол. Krajowa Izba Odwoławcza), большинство из которых было разрешено в пользу GZM.

### Функционирование
31 октября 2023 года состоялась официальная презентация системы Metrorower в Катовице с участием председателя правления GZM Казимежа Карольчака и президента Nextbike Томаша Войтковича. Во второй половине января 2024 года начался монтаж станций первого этапа внедрения; 26 января GZM внесла поправки в свой бюджет, чтобы первый этап охватил дополнительный, восьмой город (Хожув). 16 февраля 2024 года начался закрытый тестовый запуск системы. 23 февраля собрание GZM приняло резолюцию, позволив ускорить реализацию II и III фаз на рубеж июля и августа 2024 года.
25 февраля 2024 года система «Метровелосипед» официально начала работу: были открыты 276 станций в 8 городах (Хожув, Челядзь, Гливице, Катовице, Семяновице-Слёнске, Сосновец, Тыхы и Забже) и предоставлено 1860 велосипедов. Несмотря на запуск Metrorower в Челядзи, этот город решил параллельно продолжить эксплуатацию собственной системы «Czeladzki Rower Miejski». В конце июля 2024 года оператор начал вводить в строй дополнительные станции и велосипеды. 1 августа 2024 года система была расширена до 31 гмины: общее число станций достигло 924, велосипедов — 7000, что сделало «Метровелосипед» третьей по величине системой велопроката в Европе.

### Электрический Metrorower
12 декабря 2024 года муниципальная компания «Serwis GZM» заключила контракт с фирмой BikeU на поставку 250 электрических велосипедов для долгосрочной аренды. 28 февраля 2025 года состоялась официальная презентация этих электровелосипедов, а на следующий день началась регистрация желающих воспользоваться новой услугой.

## Система
«Метровелосипед» представляет собой круглогодичную систему проката велосипедов «4-го поколения», не требующую стационарных терминалов привязки на станциях (велосипеды оснащены GPS-передатчиком и электрозамком). Тем не менее, в реализации GZM система включает фиксированные станции выдачи/возврата, аналогично решениям «3-го поколения». Возврат велосипеда на станцию не является обязательным, но поощряется более низкой платой за аренду. Оплата за пользование может производиться двумя способами: поминутно (с тарификацией каждые 30 мин) или по абонементу (месячному, полугодовому, годовому). В рамках интеграции с системой общественного транспорта GZM ввела бесплатные 60 минут аренды в день для владельцев проездных абонементов на общественный транспорт: каждый обладатель действующего проездного билета может ежедневно пользоваться велосипедом до часа без доплаты. Также владельцы карты MultiSport получили право на 60 минут бесплатного проката в день.
Велосипеды системы доступны для аренды через мобильные приложения Nextbike, а также через приложение «Transport GZM».

## Станции
Система охватывает 924 станции в 31 из 41 гмин, входящих в состав GZM (по состоянию на конец 2024 года). Развёртывание происходило в два этапа:
- I фаза – запуск 25 февраля 2024 года (8 городов: Хожув, Челядзь, Гливице, Катовице, Семяновице-Слёнске, Сосновец, Тыхы, Забже; в этих городах новая система заменила ранее действовавшие отдельные программы проката);
- II фаза – расширение 1 августа 2024 года (дополнительно подключены 23 муниципалитета: Бендзин, Берунь, Бытом, Хелм-Слёнски, Домброва-Гурнича, Гералтовице, Кнуров, Лязиска-Гурне, Миколов, Мысловице, Пекары-Слёнске, Пысковице, Радзёнкув, Руда-Слёнска, Рудзинец, Севеж, Славкув, Свьерклянец, Свентохловице, Тарновске-Гуры, Войковице, Выры, Зброславице).

| Гмина (город)      | Повят (округ)             | Количество станций | Этап запуска |
| ------------------ | ------------------------- | ------------------ | ------------ |
| Бендзин            | Бендзинский               | 20                 | 2            |
| Берунь             | Бендзинский (Лендзинский) | 6                  | 2            |
| Бытом              | город на правах повята    | 66                 | 2            |
| Хелм-Слёнски       | Бендзинский (Лендзинский) | 3                  | 2            |
| Хожув              | город на правах повята    | 45                 | 1            |
| Челядзь            | Бендзинский               | 13                 | 1            |
| Домброва-Гурнича   | город на правах повята    | 40                 | 2            |
| Гералтовице        | Гливицкий                 | 9                  | 2            |
| Гливице            | город на правах повята    | 91                 | 1            |
| Катовице           | город на правах повята    | 150                | 1            |
| Кнуров             | Гливицкий                 | 11                 | 2            |
| Лязиска-Гурне      | Миколовский               | 8                  | 2            |
| Миколов            | Миколовский               | 14                 | 2            |
| Мысловице          | город на правах повята    | 20                 | 2            |
| Пекары-Слёнске     | город на правах повята    | 20                 | 2            |
| Пысковице          | Гливицкий                 | 8                  | 2            |
| Радзёнкув          | Тарногурский              | 3                  | 2            |
| Руда-Слёнска       | город на правах повята    | 54                 | 2            |
| Рудзинец           | Гливицкий                 | 7                  | 2            |
| Семяновице-Слёнске | город на правах повята    | 28                 | 1            |
| Севеж              | Бендзинский               | 10                 | 2            |
| Славкув            | Бендзинский               | 4                  | 2            |
| Сосновец           | город на правах повята    | 86                 | 1            |
| Свьерклянец        | Тарногурский              | 6                  | 2            |
| Свентохловице      | город на правах повята    | 21                 | 2            |
| Тарновске-Гуры     | Тарногурский              | 28                 | 2            |
| Тыхы               | город на правах повята    | 53                 | 1            |
| Войковице          | Бендзинский               | 5                  | 2            |
| Выры               | Миколовский               | 6                  | 2            |
| Забже              | город на правах повята    | 80                 | 1            |
| Зброславице        | Тарногурский              | 9                  | 2            |

## Велосипеды
В системе используются 7000 городских велосипедов с обычным приводом, оснащённых GPS-трекером и электрозамком, что избавляет от необходимости пристёгивать их к стойкам. Масса одного велосипеда составляет 20,5 кг; электронное оборудование питается от солнечной панели, размещённой в передней корзине.

## Статистика
За первый месяц работы системы (конец февраля – март 2024 года) было совершено 46 тыс. поездок, зарегистрировано 18 тыс. пользователей (из них 3,7 тыс. через аккаунт в приложении «Transport GZM»). 20 мая 2024 года было зафиксировано преодоление рубежа в 200 тысяч аренд.
В первой фазе работы (с 25 февраля по 31 июля 2024 года, когда система охватывала 8 городов) было совершено 433 тыс. поездок на Metrorower, общей продолжительностью 12,9 млн минут и суммарным расстоянием около 1,68 млн км.
В середине декабря 2024 года было объявлено о преодолении отметки в 1 млн прокатов.
| Месяц 2024 года | Янв | Февр | Март | Апр | Май | Июн | Июль | Авг | Сен | Окт | Нояб | Дек |
| --------------- | --- | ---- | ---- | --- | --- | --- | ---- | --- | --- | --- | ---- | --- |
| Аренды, тыс.    | 0   | 54   | 79   | 105 | 91  | 105 | 225  | 164 | 106 | –   | –    | –   |

## Награды и отличия
- 2024 — награда на Конгрессе новой мобильности (англ. New Mobility Congress), г. Лодзь[47].